# Armitage-Sattel
Der Armitage-Sattel ist eine Scharte am Kopfende des Blue Glacier, welche den Howchin-Gletscher und den Walcott-Gletscher überragt, die ihrerseits zur Walcott Bay am Koettlitz-Gletscher abfließen. Der Sattel liegt am südlichen Ende eines Tals im oberen Abschnitt des Blue Glacier, das der britische Polarforscher Albert Armitage (1864–1943) im Jahr 1902 im Zuge der Discovery-Expedition (1901–1904) als Snow Valley kartierte, jedoch im Kartenmaterial der Terra-Nova-Expedition (1910–1913) irrtümlich nicht mehr enthalten war. Die neuseeländische Mannschaft, die bei der Commonwealth Trans-Antarctic Expedition (1955–1958) den Blue Glacier erkundete, benannte ihn in Erinnerung an die Erkundungsgeschichte nach Albert Armitage.